# Alto Campoo
La estación de esquí y montaña de Alto Campoo está situada en el núcleo  de población de Brañavieja, en el municipio de Hermandad de Campoo de Suso en Cantabria (España), a 24 kilómetros de Reinosa y en la cabecera del valle de Campoo. Está localidad tenía en 2012 19 habitantes INE y su origen esta ligado a la creación de la estación de esquí.
Alto Campoo está gestionada principalmente por concesión a la sociedad de promoción turística CANTUR, dependiente de la Consejería de Cultura, Turismo y Deporte del Gobierno de Cantabria. Es la única estación de esquí con la que cuenta Cantabria y es una de las más importantes del norte peninsular. Por su cercanía a comunidades como Castilla y León o el País Vasco, recibe muchos visitantes de estas regiones.

## Paisaje y naturaleza
El poblado de Brañavieja se ubica en los alto de un collado que lleva su nombre, a más de 1600 metros de altitud. Domina el antiguo valle de origen glaciar de la zona de la Calgosa, en el que se aprecia la característica forma en artesa de este tipo de valles por el que discurrieron lenguas de hielo derivados del glaciarismo cuaternario y la presencia morrenas laterales muy erosionadas por la acción fluvial del río Híjar. El antiguo circo glaciar está coronado por los principales picos de la comarca campurriana, como el Pico Tres Mares (2.172,6 m.), vértice en el que se unen las divisorias de las vertientes atlántica, cantábrica y mediterránea de la península ibérica. Otras cumbres destacadas son el Cuchillón (2.174 m.), el Cueto de la Horcada (2.121 m.) y el Cordel (2.061 m.). Por las laderas menos escarpadas de estos picos discurren las pistas de esquí de la actual Estación Invernal de Alto Campoo. 
En los alrededores del casco de Brañavieja y en la zona de la Calgosa se encuentran amplias zonas de brezales y piornales y sobre todo de pastizales de verano en los que se alimenta una importante cabaña ganadera caballar o de vacuno con destino cárnico, en la que todavía tiene un peso importante la vaca tudanca, raza autóctona de excelentes carnes que sólo subsiste en algunas zonas de Campoo, Polaciones y Cabuérniga.

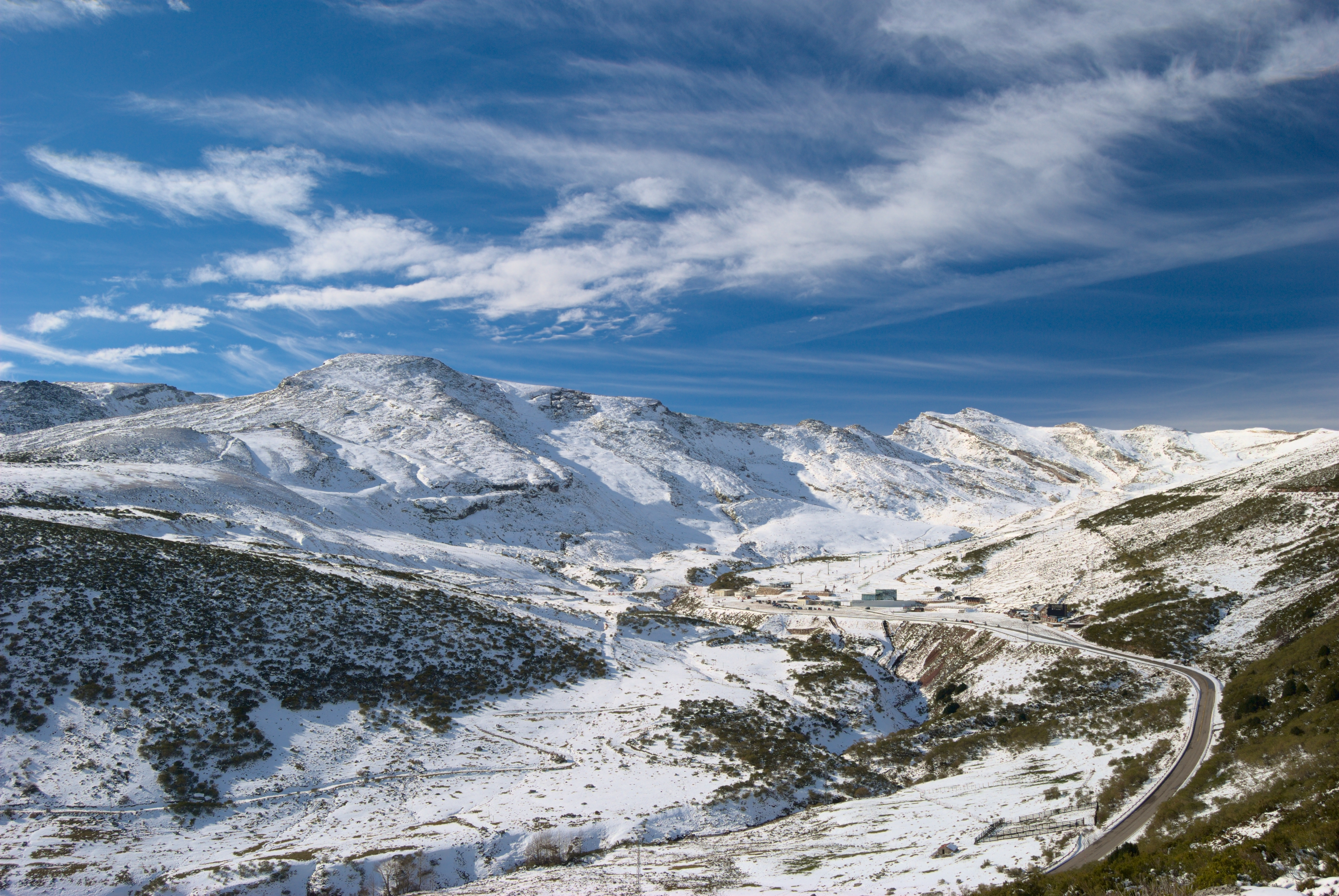
Valles altos del Nansa, Saja y Alto Campoo, en Cantabria.

En las umbrías, por las que desciende el río Guares y en el fondo del primer tramo del río Híjar, aparecen buenos bosques con arbolado que crece bien en áreas de elevada altura, en el que sobresalen los abedules, las hayas u algunos rodales de acebos y tejos de alto valor.
En el collado de la Fuente del Chivo, a más de 2000 de altitud, existe un mirador desde el que se obtiene unas extensas vistas del valle de Campoo hacia la parte sur, y del valle de Polaciones y alto Liébana hacia la norte, y desde donde se llega a atisbar los Picos de Europa y de la sierra de Peña Sagra en la lejanía.
La historia de Brañavieja es muy corta, ya que su origen se remonta a los últimos a los de la década de 1950 cuando se crea la Estación de Esquí-Montaña Alto Campoo, y poco a poco se van creando distintos refugios de montaña, urbanizaciones de apartamentos, con edificios singulares como el hotel Corza Blanca o el edificio multiusos capilla-escuela.
En la actualidad Brañavieja ya es una entidad de población consolidada con un marcado carácter turístico de máxima ocupación durante la temporada de esquí, en la que se intenta desestacionalizar su potencial turístico también a los meses de verano.

## Servicios

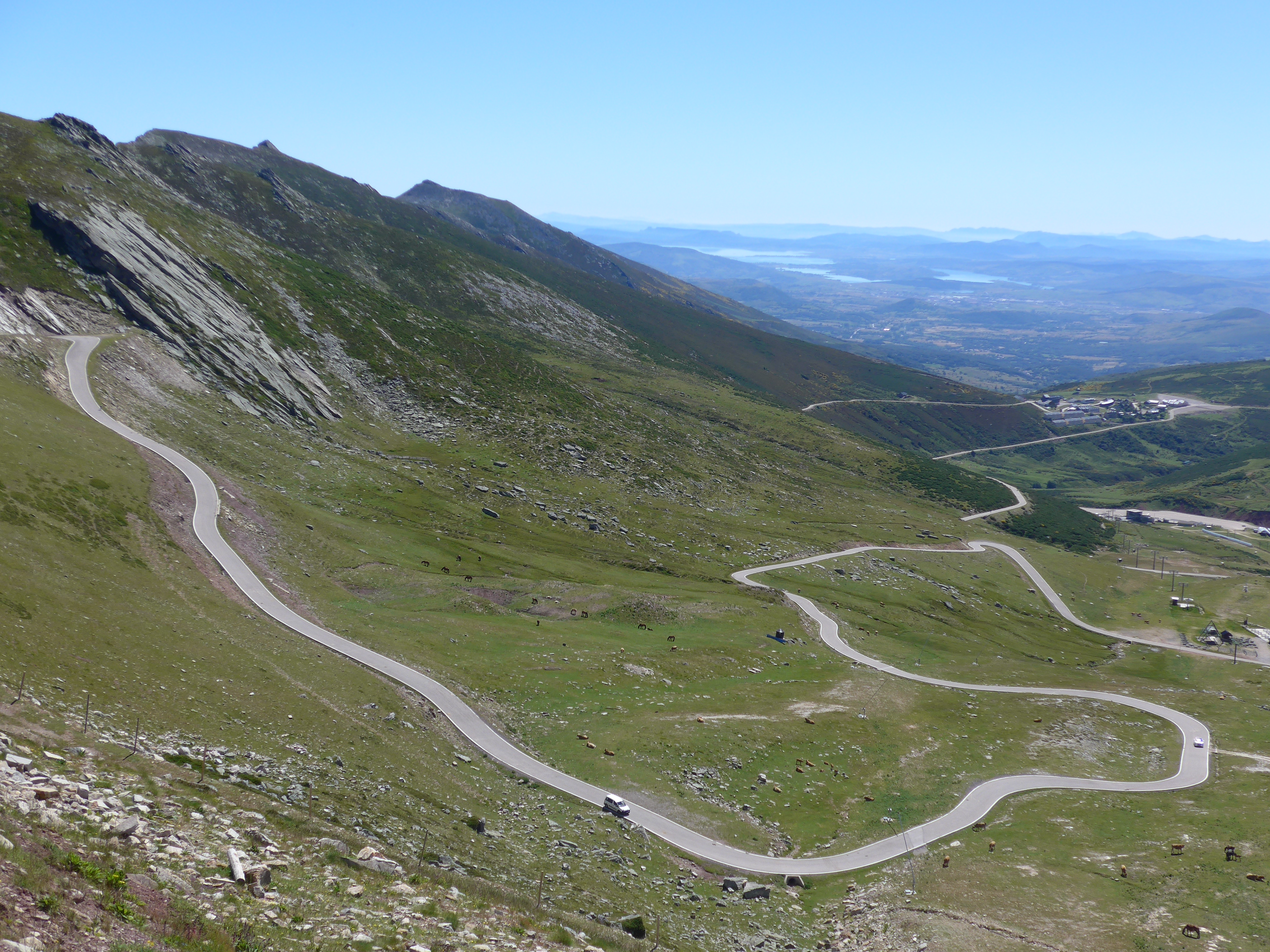
Carretera de acceso a la Fuente del Chivo, en Alto Campoo.

Entre los servicios existentes destacan las 23 pistas, remontes (con una capacidad para 13.100 esquiadores a la hora), telesillas, escuelas de esquí y snowboard, tiendas de alquiler de material, restaurantes, cafeterías, alojamientos, etc.
Los nombres de la pistas son: Cuchillón (y su paralela Stadium), El Castro,  Los Asnos, Tres Mares, Tortuga, El Chivo, Pidruecos, La Cabaña y Calgosa, además existen algunos enlaces (Peña Labra) y variantes dentro de las pistas anteriores Castro I y II, El Chivo I, II y III, Pidruecos I y II. También hay un SnowPark inaugurado en la temporada 2005-2006.

## Ciclismo
Alto Campoo ha recibido la catalogación como puerto de primera y de categoría especial. Ha sido tres veces final de etapa en la Vuelta a España (1985, 1987 y 1993), con los siguientes resultados:
| Año  | Etapa | Fecha       | Cat. | Salida          | km  | Ganador         | Líder               |
| 1985 | 7.ª   | 30 de abril | 1.ª  | Cangas de Onís  | 190 | Antonio Agudelo | Peio Ruiz Cabestany |
| 1987 | 10.ª  | 3 de mayo   | Esp. | Miranda de Ebro | 213 | Enrique Aja     | Reimund Dietzen     |
| 1993 | 16.ª  | 11 de mayo  | Esp. | Santander       | 160 | Jesús Montoya   | Tony Rominger       |

En 2015 se repitió la ascensión, sin embargo en esta ocasión la subida finalizó en el collado de la Fuente del Chivo.